# Jan Dereziński (ekonomista)
Jan Dereziński (ur. 24 grudnia 1879 w Rgielsku Wlkp., zm. 13 stycznia 1939 w Gdyni) – polski ekonomista, działacz społeczny, i urzędnik konsularny.

## Życiorys
Syn Józefa i Wiktorii z Przesławskich. Ukończył gimnazjum w Wągrowcu i Wyższą Szkołę Handlową w Lipsku (Handelshochschule Leipzig) (1903). W okresie nauki w gimnazjum był członkiem Związku Młodzieży Polskiej „Zet”, w Lipsku naczelnikiem Sokoła Akademickiego. W okresie lat 1914–1919 przebywał we Francji; wydawca tygodnika „Polonia”, który wykupił w 1918 i przekształcił w „Polaka”. Pełnił funkcje w zarządach organizacji polonijnych; m.in. był wiceprezesem Związku Zachodnio-Europejskiego Sokołów, sekr. Polskiego Komitetu Wolontariuszy (Le Comité des Volontaires Polonais) w Paryżu, czł. Komitetu Opieki nad Rannymi, kier. Komitetu Opieki nad Jeńcami Wojennymi. Pełnił też funkcję sekretarza Biura Polskiego Spraw Cywilnych przy Komitecie Narodowym Polskim (1917–1919), następnie kontynuując tę działalność, przeszedł do polskiej służby zagranicznej, zajmując stanowiska – konsula RP w Strasburgu (1919–1926), urzędnika MSZ (1926–1928) i konsula w Mediolanie (1928–1932). W 1932 przeszedł w stan spoczynku i pracował w urzędach państwowych oraz firmach handlowych w Gdyni (1933–), m.in. był delegatem Państwowego Instytutu Eksportowego (1933–), komisarzem Państwowego Urzędu Kontroli Ubezpieczeń, kier. Towarzystwa Handlu Zagranicznego „Imex”, s-ka z o.o., członek Rady Eksportowej przy Izbie Przemysłowo-Handlowej w Gdyni (1934). Założyciel i prezes Towarzystwa Polsko-Angielskiego (1934–), współzałożyciel Towarzystwa Polsko-Francuskiego (1936–).